# Ogcodes doddi
Ogcodes doddi är en tvåvingeart som beskrevs av Benno Wandolleck 1906. Ogcodes doddi ingår i släktet Ogcodes och familjen kulflugor. Inga underarter finns listade i Catalogue of Life.